# Oxalis dudleyi
Oxalis dudleyi är en harsyreväxtart som beskrevs av A. Lourteig. Oxalis dudleyi ingår i släktet oxalisar, och familjen harsyreväxter. Inga underarter finns listade i Catalogue of Life.